# Haut Pays du Velay communauté
Haut Pays du Velay communauté est une communauté de communes française, située dans le département de la Haute-Loire en région Auvergne-Rhône-Alpes.
Auparavant, elle s'appelait communauté de communes du Pays de Montfaucon

## Historique
Elle est créée par un arrêté en date du 23 décembre 1996 avec effet au 1er janvier 1997. Elle prend son nom actuel à partir du 1er janvier 2024.

## Territoire communautaire

### Géographie
Territoire de moyenne montagne, principalement situé sur des plateaux (altitude de 700 m à 1 200 m) entre le Velay, les Cévennes et les Boutières.

### Composition
La communauté de communes est composée des 8 communes suivantes :

| Nom                         | Code Insee | Gentilé        | Superficie (km2) | Population (dernière pop. légale) | Densité (hab./km2) |
| --------------------------- | ---------- | -------------- | ---------------- | --------------------------------- | ------------------ |
| Montfaucon-en-Velay (siège) | 43141      | Montfauconnais | 4,99             | 1 136 (2022)                      | 228                |
| Dunières                    | 43087      | Dunièrois      | 34,75            | 2 623 (2022)                      | 75                 |
| Montregard                  | 43142      | Morganais      | 39,93            | 613 (2022)                        | 15                 |
| Raucoules                   | 43159      | Raucoulois     | 21,01            | 947 (2022)                        | 45                 |
| Riotord                     | 43163      | Riotordois     | 51,88            | 1 185 (2022)                      | 23                 |
| Saint-Bonnet-le-Froid       | 43172      |                | 13,09            | 224 (2022)                        | 17                 |
| Saint-Julien-Molhesabate    | 43204      |                | 27,5             | 165 (2022)                        | 6                  |
| Saint-Romain-Lachalm        | 43223      | San-Roumis     | 19,02            | 1 132 (2022)                      | 60                 |

### Démographie
| 1968  | 1975  | 1982  | 1990  | 1999  | 2010  | 2015  | 2021  |
| ----- | ----- | ----- | ----- | ----- | ----- | ----- | ----- |
| 8 697 | 8 205 | 7 957 | 8 009 | 7 877 | 8 417 | 8 315 | 7 990 |

## Administration

### Siège
Le siège de la communauté de communes est situé 37 rue Centrale à Montfaucon-en-Velay.

### Les élus
Le conseil communautaire de Haut Pays du Velay communauté se compose de 24 conseillers représentant chacune des communes membres et élus pour une durée de six ans.
Ils sont répartis comme suit :
| Nombre de conseillers | Communes                                                    |
| --------------------- | ----------------------------------------------------------- |
| 9                     | Dunières                                                    |
| 4                     | Montfaucon-en-Velay                                         |
| 3                     | Riotord, Saint-Romain-Lachalm                               |
| 2                     | Raucoules                                                   |
| 1                     | Montregard, Saint-Bonnet-le-Froid, Saint-Julien-Molhesabate |

### Présidence
Le conseil communautaire élit un président pour une durée de six ans. Le président actuel est Bernard Souvignet, maire de Raucoules.
| Période      | Période                   | Identité           | Étiquette | Qualité                                      |
| ------------ | ------------------------- | ------------------ | --------- | -------------------------------------------- |
| 1996         | 2005                      | Jean-Pierre Marcon | UDI       | Maire de Dunières (1989 → 2008 )             |
| 2005         | Octobre 2017              | Olivier Cigolotti  | UDI       | Conseiller municipal de Saint-Romain-Lachalm |
| Octobre 2017 | En cours (au 8 juin 2020) | Bernard Souvignet, | DVD       | Maire de Raucoules (2004 → )                 |

À la suite de l'élection du président, les vice-présidents sont :
| No | Identité            | Qualité                           |
| -- | ------------------- | --------------------------------- |
| 1  | Jean-Pierre Santy   | Maire de Saint-Bonnet-le-Froid    |
| 2  | Gilles Jury         | Maire de Montregard               |
| 3  | Jean-Michel Poinas  | Maire de Saint-Romain-Lachalm     |
| 4  | Pierre Durieux      | Maire de Dunières                 |
| 5  | Gillles Cibert      | Maire de Saint-Julien-Molhesabate |
| 6  | Guy Peyrard         | Maire de Riotord                  |
| 7  | François-Régis Saby | Maire de Montfaucon-en-Velay      |

### Compétences
La communauté de communes propose aux communes la réalisation d'opérations d'intérêt communautaire.

#### Compétences obligatoires
- Aménagement de l'espace
- Actions de développement économique intéressant l'ensemble de la communauté
- Gestion des milieux aquatiques et prévention des inondations
- Aménagement, entretien et gestion des aires d’accueil des gens du voyage et des terrains familiaux locatifs
- Collecte et traitement des déchets des ménages et déchets assimilés

#### Compétences optionnelles
- Protection et mise en valeur de l'environnement le cas échéant dans le cadre de schémas départementaux et soutien aux actions de maîtrise de la demande d'énergie
- Politique du logement et du cadre de vie
- En matière de politique de la ville
- Création, aménagement et entretien de la voirie
- Construction, Entretien et Fonctionnement d’Equipements culturels et sportifs d’intérêt communautaire et d’équipements de l’enseignement préélémentaire et élémentaire d’intérêt communautaire
- Action sociale d’intérêt communautaire

#### Compétences facultatives
- Santé
- Tourisme
- Agriculture
- Sécurité - Prévention
- Assainissement Non Collectif
- Périscolaire
- Soutien aux actions culturelles
- Études

#### Délégations
- Transports scolaires

### Régime fiscal et budget
Le régime fiscal de la communauté de communes est la fiscalité professionnelle unique (FPU) :
- cotisation foncière des entreprises (2023 : 24,38 %) ;
- taxe d'habitation (2023 : 9,83 %) ;
- taxe foncier non bâti (2023 : 3,76 %) ;
- taxe foncier bâti (2023 : 0 %).

## Projets et réalisations

### Réalisations

#### Transports
La communauté de communes compte 5 aires de covoiturage.
La Communauté de Communes a aménagé sur son territoire une véloroute (à 90% en site propre intégral type voie verte) pour les déplacements doux intégralement non motorisés (piétons, vélos, rollers, PMR…). Elle traverse les communes de Riotord, Dunières, Montfaucon et Raucoules sur 22 km.
Cet itinéraire s’intègre dans un itinéraire plus large entre le Puy-en-Velay et la vallée du Rhône après Annonay.

### Projets
Des projets de réhabilitation sont en cours sur le territoire communautaire:
- réhabilitation de la piste d'athlétisme à Dunières ;
- réhabilitation de l'auberge d'Oumey à Raucoules.